# Andréas Katsaniótis
Andréas Katsaniótis (en grec moderne : Ανδρέας Κατσανιώτης) est un homme politique grec.

## Biographie
Il est né le 28 novembre 1969 à Lappa en Achaïe et a grandi à Patras.
Il est diplômé du Département d'utilisation des ressources naturelles et de génie agricole de l' Université d'agriculture d'Athènes.
De 2012 à 2014, il a occupé le poste de Secrétaire général de l'Information et de la Communication de la République hellénique.
Il a été élu député du parti politique de Nouvelle Démocratie dans la circonscription de l'Achaïe aux élections de janvier 2015 et réélu en septembre 2015 et 2019.
Le 21 août 2021, il été désigné Secrétaire d’Etat aux Affaires étrangères chargé de la Diaspora grecque.
Il est marié à Evi Stavrianaki.